# Iodocarb
Iodocarb oder 3-Iod-2-propinylbutylcarbamat ist eine chemische Verbindung aus der Gruppe der Carbamate. Sie wird als Fungizid und Holzschutzmittel gegen Braunfäule, Weißfäule und Bläue eingesetzt.
Im Bereich des Pflanzenschutzes wird Iodocarb nicht eingesetzt, im Holzschutz gehört es jedoch zu den häufigsten Wirkstoffen.
Iodocarb wird außerdem als Fungizid in Kosmetika sowie in Kühlschmierstoffen eingesetzt.

## Gewinnung und Darstellung
Iodocarb wird traditionell durch Addition von Propargylalkohol an n-Butylisocyanat und anschließender Iodierung gewonnen. Stattdessen können auch in einer Eintopfreaktion 1-Iodbutan und Kaliumcyanat miteinander zu n-Butylisocyanat umgesetzt werden und anschließend, nach Reaktion mit Propargylalkohol, unter Zugabe von Natriumhypochlorit elektrochemisch mit dem beim ersten Schritt freigesetzten Iodid iodiert werden. Man erspart sich so den Umgang mit dem gefährlichen n-Butylisocyanat.